# 국소 단일 연결 공간
일반위상수학에서 국소 단일 연결 공간(局所單一連結空間, 영어: locally simply connected space)은 단일 연결 기저를 갖는 위상 공간이다.

## 정의
위상 공간 {\displaystyle X}가 단일 연결 공간으로 구성된 기저 {\displaystyle \{B_{i}\}_{i\in I}}를 갖는다면, 국소 단일 연결 공간이라고 한다.
위상 공간 {\displaystyle X}가 축약 가능 공간으로 구성된 기저 {\displaystyle \{B_{i}\}_{i\in I}}를 갖는다면, 국소 축약 가능 공간(局所縮約可能空間, 영어: locally contractible space)이라고 한다.
위상 공간 {\displaystyle X}가 다음 조건을 만족시킨다면, 반국소 단일 연결 공간(半局所單一連結空間, 영어: semilocally simply connected space)이라고 한다.
- 임의의 {\displaystyle x\in X}에 대하여, 다음 조건을 만족시키는 열린 근방 {\displaystyle U\ni x}가 존재한다.
  - {\displaystyle U} 속의 모든 고리는 {\displaystyle X} 속에서 널호모토픽하다. 즉, 포함 함수로 유도되는 기본군의 준동형 {\displaystyle \pi _{1}(U,x)\to \pi _{1}(X,x)}의 상은 자명군이다.

## 성질
다음과 같은 함의 관계가 존재한다.
CW 복합체 ⊊ 국소 축약 가능 공간 ⊊ 국소 단일 연결 공간 ⊊ 반국소 단일 연결 공간
국소 경로 연결 공간에 대하여 다음 두 조건이 서로 동치이다.
- 반국소 단일 연결 공간이다.
- 기본군이 (고리 공간의 몫공간으로 간주하였을 때) 이산 공간이다.[1]:Theorem 3

## 예
하와이 귀고리는 반국소 단일 연결 공간이 아닌 콤팩트 완비 거리화 가능 공간이다. 하와이 귀고리 위의 뿔은 반국소 단일 연결 공간이지만 국소 단일 연결 공간이 아니다.
유클리드 평면의, 무리수 좌표를 하나 이상 갖는 점들의 부분 공간
{\displaystyle \mathbb {R} ^{2}\setminus \mathbb {Q} ^{2}}
은 반국소 단일 연결 공간이 아니다.

## 같이 보기
- 국소 연결 공간
- 국소 경로 연결 공간